# Ловци на змајеве (филм)
Ловци на змајеве је назив рачунарски анимираног филма из 2008. године, заснованог на серији истог имена из 2006.

## Радња
Краљ је у потрази за витезовима који би уништили Уништавача живота, моћног змаја који се састоји само од свог скелета и живи на крају свијета. Његова нећака, Зои, без знања краља одлази у потрагу за витезом достојним овог задатка. Када је нападну два мала „џимбо“ змајића, Лијан Чу, један од два лутајућа „витеза предузетника“, је спашава. Краљ пристаје да им плати у злату ако побиједе змаја и они, скупа са малом Зои, крећу у лов са неизвјесним исходом.